# Чиндагатуй
Чиндагатуй (Шиндагатуй) — река на Алтае, в Кош-Агачском районе Республики Алтай (Россия) и Катон-Карагайском районе Восточно-Казахстанской области (Казахстан). Правый приток Бухтармы (бассейн Иртыша).

## Описание
Длина реки составляет 34 км. Берёт начало на территории России, у горы Молибдек к югу от Алахинского озера. В верхней половине река течёт между гор на юго-восток, в нижней — на юго-запад. Устьевая часть находится в Казахстане, где река разделяется на рукава и впадает в Бухтарму по правому берегу в 309 км от её устья (в 32 км к востоку от села Аршаты).
Основные притоки: Алгыжак-Булак (правый, дл. 18 км, ВКО), Каратюс-Булак и Мокуртай-Булак (левые, РФ).
В бассейне находится много горных озёр, в том числе Кзылтас в среднем течении и крупное озеро Шангин (Бухтарминское) на Алгыжак-Булаке. На некоторых картах показана протока из Алахинского озера, впадающая в Чиндагатуй (основной объём стока из озера попадает в бассейн Катуни). Наивысшая точка бассейна — гора Текекунген (3096 м) на плоскогорье Укок.
В устьевой части находится бывший посёлок (ныне погранзастава) Усть-Чиндагатуй, вблизи него имеется мост через реку. В верховьях реки ранее существовал посёлок Чиндагатуй при молибденовых рудниках.
Российская часть бассейна находится в границах природного парка «Зона покоя плато Укок», включённого вместе с другими территориями российского Алтая в составе объекта «Золотые горы Алтая» в список объектов всемирного культурного и природного наследия ЮНЕСКО.